# آل میدیا نت‌ورک
آل میدیا نت‌ورک (انگلیسی: All Media Network) یک شرکت آمریکایی است که آل‌میوزیک، آل‌مووی، آل‌گیم، سایدریل و «سِلبی‌فاید» را در تملک دارد.
این شرکت در سال ۱۹۹۰ میلادی توسط هنرمند و فعالِ فرهنگ عامه «مایکل اِرلواین» بنیان نهاده شد و تدریجاً وبگاه‌های یادشده از سال ۱۹۹۱ میلادی به بعد، پایه‌گذاری شدند.